# Kildare County Football Club
Il Kildare County Football Club (in irlandese: Cumann Peile Chontae Chill Dara) è una società calcistica con sede a Newbridge, in Irlanda.
Gioca le partite casalinghe al Station Road e attualmente milita in FAI First Division, la seconda divisione del calcio irlandese.